# پسر آمریکایی (فیلم)
پسر آمریکایی (انگلیسی: American Son) فیلمی آمریکایی پیرامون جنگ عراق است. از بازیگران آن می‌توان به نیک کانن، مت اولری، شای مک‌براید، آوریل گریس و تام سایزمور اشاره کرد.